# Ozan Tufan
Ozan Tufan (Bursa, 23 marzo 1995) è un calciatore turco, centrocampista del Trabzonspor.

## Carriera

### Club
Ha debuttato nella massima serie turca con il Bursaspor, giocando una partita del campionato 2012-2013 ed nella stagione successiva. Il 7 agosto 2015 lascia il club per accasarsi al Fenerbahçe. Il 19 agosto 2021 viene ceduto in prestito al Watford. Il 1º luglio 2022 firma a titolo definitivo per l'Hull City.

### Nazionale
Il 21 maggio 2014 ha esordito con la Nazionale turca nell'amichevole (non ufficiale) vinta per 1-6 contro il Kosovo. Viene convocato per gli Europei 2016 in Francia. In questa manifestazione realizza il suo primo gol in nazionale il 21 giugno 2016 nella partita vinta per 2-0 contro la Repubblica Ceca, che comunque non permette alla Turchia di qualificarsi per gli ottavi di finale. Nel 2021 viene nuovamente convocato per gli europei.

## Statistiche

### Presenze e reti nei club
Statistiche aggiornate al 29 marzo 2025.
| Stagione          | Squadra           | Campionato        | Campionato | Campionato | Coppe nazionali | Coppe nazionali | Coppe nazionali | Coppe continentali | Coppe continentali | Coppe continentali | Altre coppe | Altre coppe | Altre coppe | Totale | Totale |
| Stagione          | Squadra           | Comp              | Pres       | Reti       | Comp            | Pres            | Reti            | Comp               | Pres               | Reti               | Comp        | Pres        | Reti        | Pres   | Reti   |
| ----------------- | ----------------- | ----------------- | ---------- | ---------- | --------------- | --------------- | --------------- | ------------------ | ------------------ | ------------------ | ----------- | ----------- | ----------- | ------ | ------ |
| 2012-2013         | Bursaspor         | SL                | 1          | 0          | TK              | 4               | 0               | UEL                | 1                  | 1                  | -           | -           | -           | 6      | 1      |
| 2013-2014         | Bursaspor         | SL                | 8          | 0          | TK              | 5               | 0               | UEL                | 0                  | 0                  | -           | -           | -           | 13     | 0      |
| 2014-2015         | Bursaspor         | SL                | 32         | 3          | TK              | 12              | 0               | UEL                | 2                  | 0                  | -           | -           | -           | 46     | 3      |
| ago. 2015         | Bursaspor         | SL                | 0          | 0          | TK              | 0               | 0               | -                  | -                  | -                  | ST          | 1           | 0           | 1      | 0      |
| Totale Bursaspor  | Totale Bursaspor  | Totale Bursaspor  | 41         | 3          |                 | 21              | 0               |                    | 3                  | 1                  |             | 1           | 0           | 66     | 4      |
| ago. 2015-2016    | Fenerbahçe        | SL                | 26         | 0          | TK              | 10              | 0               | UCL+UEL            | 0+9                | 1                  | -           | -           | -           | 45     | 1      |
| 2016-2017         | Fenerbahçe        | SL                | 22         | 3          | TK              | 10              | 2               | UCL+UEL            | 2+5                | 0                  | -           | -           | -           | 39     | 5      |
| 2017-2018         | Fenerbahçe        | SL                | 9          | 3          | TK              | 1               | 0               | UEL                | 4                  | 0                  | -           | -           | -           | 14     | 3      |
| 2018-2019         | Alanyaspor        | SL                | 17         | 0          | TK              | 2               | 0               | -                  | -                  | -                  | -           | -           | -           | 19     | 0      |
| 2019-2020         | Fenerbahçe        | SL                | 33         | 6          | TK              | 1               | 0               | -                  | -                  | -                  | -           | -           | -           | 34     | 6      |
| 2020-2021         | Fenerbahçe        | SL                | 37         | 6          | TK              | 4               | 0               | -                  | -                  | -                  | -           | -           | -           | 41     | 6      |
| 2021-feb. 2022    | Watford           | PL                | 7          | 0          | FACup+CdL       | 1+1             | 0+0             | -                  | -                  | -                  | -           | -           | -           | 9      | 0      |
| feb.-giu. 2022    | Fenerbahçe        | SL                | 6          | 0          | TK              | 1               | 0               | UECL               | 2                  | 0                  | -           | -           | -           | 9      | 0      |
| Totale Fenerbahce | Totale Fenerbahce | Totale Fenerbahce | 133        | 18         |                 | 27              | 2               |                    | 22                 | 1                  |             | -           | -           | 173    | 21     |
| 2022-2023         | Hull City         | FLC               | 42         | 8          | FACup+CdL       | 1+1             | 0+0             | -                  | -                  | -                  | -           | -           | -           | 44     | 8      |
| 2023-2024         | Hull City         | FLC               | 37         | 10         | FACup+CdL       | 2+1             | 0+0             | -                  | -                  | -                  | -           | -           | -           | 40     | 10     |
| Totale Hull City  | Totale Hull City  | Totale Hull City  | 79         | 18         |                 | 5               | 0               |                    | -                  | -                  |             | -           | -           | 84     | 18     |
| 2024-2025         | Trabzonspor       | SL                | 22         | 4          | TK              | 3               | 0               | UEL+UECL           | 4+2                | 0+0                | -           | -           | -           | 31     | 4      |
| Totale carriera   | Totale carriera   | Totale carriera   | 299        | 43         |                 | 60              | 2               |                    | 31                 | 2                  |             | 1           | 0           | 391    | 47     |

### Cronologia presenze e reti in nazionale
| Cronologia completa delle presenze e delle reti in nazionale ― Turchia | Cronologia completa delle presenze e delle reti in nazionale ― Turchia | Cronologia completa delle presenze e delle reti in nazionale ― Turchia | Cronologia completa delle presenze e delle reti in nazionale ― Turchia | Cronologia completa delle presenze e delle reti in nazionale ― Turchia | Cronologia completa delle presenze e delle reti in nazionale ― Turchia | Cronologia completa delle presenze e delle reti in nazionale ― Turchia | Cronologia completa delle presenze e delle reti in nazionale ― Turchia |
| Data                                                                   | Città                                                                  | In casa                                                                | Risultato                                                              | Ospiti                                                                 | Competizione                                                           | Reti                                                                   | Note                                                                   |
| ---------------------------------------------------------------------- | ---------------------------------------------------------------------- | ---------------------------------------------------------------------- | ---------------------------------------------------------------------- | ---------------------------------------------------------------------- | ---------------------------------------------------------------------- | ---------------------------------------------------------------------- | ---------------------------------------------------------------------- |
| 25-5-2014                                                              | Dublino                                                                | Irlanda                                                                | 1 – 2                                                                  | Turchia                                                                | Amichevole                                                             | -                                                                      | 46’                                                                    |
| 29-5-2014                                                              | Washington                                                             | Honduras                                                               | 0 – 2                                                                  | Turchia                                                                | Amichevole                                                             | -                                                                      |                                                                        |
| 1-6-2014                                                               | Harrison                                                               | Stati Uniti                                                            | 2 – 1                                                                  | Turchia                                                                | Amichevole                                                             | -                                                                      |                                                                        |
| 3-9-2014                                                               | Odense                                                                 | Danimarca                                                              | 1 – 2                                                                  | Turchia                                                                | Amichevole                                                             | 1                                                                      | 76’                                                                    |
| 9-9-2014                                                               | Reykjavík                                                              | Islanda                                                                | 3 – 0                                                                  | Turchia                                                                | Qual. Euro 2016                                                        | -                                                                      | 65’                                                                    |
| 10-10-2014                                                             | Istanbul                                                               | Turchia                                                                | 1 – 2                                                                  | Rep. Ceca                                                              | Qual. Euro 2016                                                        | -                                                                      |                                                                        |
| 13-10-2014                                                             | Riga                                                                   | Lettonia                                                               | 1 – 1                                                                  | Turchia                                                                | Qual. Euro 2016                                                        | -                                                                      |                                                                        |
| 12-11-2014                                                             | Istanbul                                                               | Turchia                                                                | 0 – 4                                                                  | Brasile                                                                | Amichevole                                                             | -                                                                      |                                                                        |
| 16-11-2014                                                             | Istanbul                                                               | Turchia                                                                | 3 – 1                                                                  | Kazakistan                                                             | Qual. Euro 2016                                                        | -                                                                      |                                                                        |
| 28-3-2015                                                              | Amsterdam                                                              | Paesi Bassi                                                            | 1 – 1                                                                  | Turchia                                                                | Qual. Euro 2016                                                        | -                                                                      |                                                                        |
| 31-3-2015                                                              | Lussemburgo                                                            | Lussemburgo                                                            | 1 – 2                                                                  | Turchia                                                                | Amichevole                                                             | -                                                                      |                                                                        |
| 8-6-2015                                                               | Istanbul                                                               | Turchia                                                                | 4 – 0                                                                  | Bulgaria                                                               | Amichevole                                                             | -                                                                      | 84’                                                                    |
| 12-6-2015                                                              | Almaty                                                                 | Kazakistan                                                             | 0 – 1                                                                  | Turchia                                                                | Qual. Euro 2016                                                        | -                                                                      | 64’                                                                    |
| 3-9-2015                                                               | Konya                                                                  | Turchia                                                                | 1 – 1                                                                  | Lettonia                                                               | Qual. Euro 2016                                                        | -                                                                      | 32’                                                                    |
| 6-9-2015                                                               | Konya                                                                  | Turchia                                                                | 3 – 0                                                                  | Paesi Bassi                                                            | Qual. Euro 2016                                                        | -                                                                      | 87’                                                                    |
| 10-10-2015                                                             | Praga                                                                  | Rep. Ceca                                                              | 0 – 2                                                                  | Turchia                                                                | Qual. Euro 2016                                                        | -                                                                      |                                                                        |
| 13-10-2015                                                             | Konya                                                                  | Turchia                                                                | 1 – 0                                                                  | Islanda                                                                | Qual. Euro 2016                                                        | -                                                                      |                                                                        |
| 13-11-2015                                                             | Doha                                                                   | Qatar                                                                  | 1 – 2                                                                  | Turchia                                                                | Amichevole                                                             | -                                                                      |                                                                        |
| 17-11-2015                                                             | Istanbul                                                               | Turchia                                                                | 3 – 0 tav                                                              | Grecia                                                                 | Amichevole                                                             | -                                                                      | 86’                                                                    |
| 24-3-2016                                                              | Adalia                                                                 | Turchia                                                                | 2 – 1                                                                  | Svezia                                                                 | Amichevole                                                             | -                                                                      | 90+4’                                                                  |
| 29-3-2016                                                              | Vienna                                                                 | Austria                                                                | 1 – 2                                                                  | Turchia                                                                | Amichevole                                                             | -                                                                      |                                                                        |
| 22-5-2016                                                              | Manchester                                                             | Inghilterra                                                            | 2 – 1                                                                  | Turchia                                                                | Amichevole                                                             | -                                                                      | 87’                                                                    |
| 29-5-2016                                                              | Adalia                                                                 | Turchia                                                                | 1 – 0                                                                  | Montenegro                                                             | Amichevole                                                             | -                                                                      | 83’                                                                    |
| 5-6-2016                                                               | Lubiana                                                                | Slovenia                                                               | 0 – 1                                                                  | Turchia                                                                | Amichevole                                                             | -                                                                      |                                                                        |
| 12-6-2016                                                              | Parigi                                                                 | Turchia                                                                | 0 – 1                                                                  | Croazia                                                                | Euro 2016 - 1º turno                                                   | -                                                                      |                                                                        |
| 17-6-2016                                                              | Nizza                                                                  | Spagna                                                                 | 3 – 0                                                                  | Turchia                                                                | Euro 2016 - 1º turno                                                   | -                                                                      | 40’                                                                    |
| 21-6-2016                                                              | Lens                                                                   | Rep. Ceca                                                              | 0 – 2                                                                  | Turchia                                                                | Euro 2016 - 1º turno                                                   | 1                                                                      |                                                                        |
| 31-8-2016                                                              | Adalia                                                                 | Turchia                                                                | 0 – 0                                                                  | Russia                                                                 | Amichevole                                                             | -                                                                      |                                                                        |
| 5-9-2016                                                               | Zagabria                                                               | Croazia                                                                | 1 – 1                                                                  | Turchia                                                                | Qual. Mondiali 2018                                                    | -                                                                      | 90+2’                                                                  |
| 6-10-2016                                                              | Konya                                                                  | Turchia                                                                | 2 – 2                                                                  | Ucraina                                                                | Qual. Mondiali 2018                                                    | 1                                                                      | 77’                                                                    |
| 9-10-2016                                                              | Reykjavík                                                              | Islanda                                                                | 2 – 0                                                                  | Turchia                                                                | Qual. Mondiali 2018                                                    | -                                                                      | 43’                                                                    |
| 5-6-2017                                                               | Skopje                                                                 | Macedonia                                                              | 0 – 0                                                                  | Turchia                                                                | Amichevole                                                             | -                                                                      |                                                                        |
| 11-6-2017                                                              | Scutari                                                                | Kosovo                                                                 | 1 – 4                                                                  | Turchia                                                                | Qual. Mondiali 2018                                                    | 1                                                                      |                                                                        |
| 2-9-2017                                                               | Charkiv                                                                | Ucraina                                                                | 2 – 0                                                                  | Turchia                                                                | Qual. Mondiali 2018                                                    | -                                                                      | 60’                                                                    |
| 5-9-2017                                                               | Eskişehir                                                              | Turchia                                                                | 1 – 0                                                                  | Croazia                                                                | Qual. Mondiali 2018                                                    | -                                                                      | 82’                                                                    |
| 6-10-2017                                                              | Eskişehir                                                              | Turchia                                                                | 0 – 3                                                                  | Islanda                                                                | Qual. Mondiali 2018                                                    | -                                                                      | 46’                                                                    |
| 9-10-2017                                                              | Turku                                                                  | Finlandia                                                              | 2 – 2                                                                  | Turchia                                                                | Qual. Mondiali 2018                                                    | -                                                                      |                                                                        |
| 9-11-2017                                                              | Cluj-Napoca                                                            | Romania                                                                | 2 – 0                                                                  | Turchia                                                                | Amichevole                                                             | -                                                                      | 83’                                                                    |
| 13-11-2017                                                             | Adalia                                                                 | Turchia                                                                | 2 – 3                                                                  | Albania                                                                | Amichevole                                                             | -                                                                      | 46’                                                                    |
| 30-5-2019                                                              | Antalya                                                                | Turchia                                                                | 2 – 1                                                                  | Grecia                                                                 | Amichevole                                                             | -                                                                      | 46’                                                                    |
| 2-6-2019                                                               | Alanya                                                                 | Turchia                                                                | 2 – 0                                                                  | Uzbekistan                                                             | Amichevole                                                             | -                                                                      | 66’                                                                    |
| 8-6-2019                                                               | Konya                                                                  | Turchia                                                                | 2 – 0                                                                  | Francia                                                                | Qual. Euro 2020                                                        | -                                                                      | 80’                                                                    |
| 11-6-2019                                                              | Reykjavík                                                              | Islanda                                                                | 2 – 1                                                                  | Turchia                                                                | Qual. Euro 2020                                                        | -                                                                      |                                                                        |
| 7-9-2019                                                               | Istanbul                                                               | Turchia                                                                | 1 – 0                                                                  | Andorra                                                                | Qual. Euro 2020                                                        | 1                                                                      | 61’                                                                    |
| 10-9-2019                                                              | Chișinău                                                               | Moldavia                                                               | 0 – 4                                                                  | Turchia                                                                | Qual. Euro 2020                                                        | -                                                                      |                                                                        |
| 11-10-2019                                                             | Istanbul                                                               | Turchia                                                                | 1 – 0                                                                  | Albania                                                                | Qual. Euro 2020                                                        | -                                                                      | 69’ 80’                                                                |
| 14-10-2019                                                             | Saint-Denis                                                            | Francia                                                                | 1 – 1                                                                  | Turchia                                                                | Qual. Euro 2020                                                        | -                                                                      | 81’                                                                    |
| 14-11-2019                                                             | Istanbul                                                               | Turchia                                                                | 0 – 0                                                                  | Islanda                                                                | Qual. Euro 2020                                                        | -                                                                      | 8’                                                                     |
| 17-11-2019                                                             | Andorra la Vella                                                       | Andorra                                                                | 0 – 2                                                                  | Turchia                                                                | Qual. Euro 2020                                                        | -                                                                      |                                                                        |
| 6-9-2020                                                               | Belgrado                                                               | Serbia                                                                 | 0 – 0                                                                  | Turchia                                                                | UEFA Nations League 2020-2021 - 1º turno                               | -                                                                      | cap.                                                                   |
| 7-10-2020                                                              | Colonia                                                                | Germania                                                               | 3 – 3                                                                  | Turchia                                                                | Amichevole                                                             | 1                                                                      | cap.                                                                   |
| 11-10-2020                                                             | Mosca                                                                  | Russia                                                                 | 1 – 1                                                                  | Turchia                                                                | UEFA Nations League 2020-2021 - 1º turno                               | -                                                                      |                                                                        |
| 14-10-2020                                                             | Istanbul                                                               | Turchia                                                                | 2 – 2                                                                  | Serbia                                                                 | UEFA Nations League 2020-2021 - 1º turno                               | 1                                                                      |                                                                        |
| 15-11-2020                                                             | Istanbul                                                               | Turchia                                                                | 3 – 2                                                                  | Russia                                                                 | UEFA Nations League 2020-2021 - 1º turno                               | -                                                                      | 86’                                                                    |
| 18-11-2020                                                             | Budapest                                                               | Ungheria                                                               | 2 – 0                                                                  | Turchia                                                                | UEFA Nations League 2020-2021 - 1º turno                               | -                                                                      | 71’                                                                    |
| 24-3-2021                                                              | Istanbul                                                               | Turchia                                                                | 4 – 2                                                                  | Paesi Bassi                                                            | Qual. Mondiali 2022                                                    | -                                                                      | 36’ 64’                                                                |
| 27-3-2021                                                              | Malaga                                                                 | Norvegia                                                               | 0 – 3                                                                  | Turchia                                                                | Qual. Mondiali 2022                                                    | 2                                                                      | 86’                                                                    |
| 30-3-2021                                                              | Istanbul                                                               | Turchia                                                                | 3 – 3                                                                  | Lettonia                                                               | Qual. Mondiali 2022                                                    | -                                                                      | 83’                                                                    |
| 27-5-2021                                                              | Alanya                                                                 | Turchia                                                                | 2 – 1                                                                  | Azerbaigian                                                            | Amichevole                                                             | -                                                                      | 84’                                                                    |
| 3-6-2021                                                               | Paderborn                                                              | Turchia                                                                | 2 – 0                                                                  | Moldavia                                                               | Amichevole                                                             | -                                                                      | 46’                                                                    |
| 11-6-2021                                                              | Roma                                                                   | Turchia                                                                | 0 – 3                                                                  | Italia                                                                 | Euro 2020 - 1º turno                                                   | -                                                                      | 64’                                                                    |
| 16-6-2021                                                              | Baku                                                                   | Turchia                                                                | 0 – 2                                                                  | Galles                                                                 | Euro 2020 - 1º turno                                                   | -                                                                      | 46’                                                                    |
| 20-6-2021                                                              | Baku                                                                   | Svizzera                                                               | 3 – 1                                                                  | Turchia                                                                | Euro 2020 - 1º turno                                                   | -                                                                      | 64’                                                                    |
| 7-9-2021                                                               | Amsterdam                                                              | Paesi Bassi                                                            | 6 – 1                                                                  | Turchia                                                                | Qual. Mondiali 2022                                                    | -                                                                      | 46’                                                                    |
| 8-10-2021                                                              | Istanbul                                                               | Turchia                                                                | 1 – 1                                                                  | Norvegia                                                               | Qual. Mondiali 2022                                                    | -                                                                      | 58’                                                                    |
| Totale                                                                 |                                                                        | Presenze                                                               | 65                                                                     |                                                                        | Reti                                                                   | 9                                                                      |                                                                        |